# When I Think of You
When I Think of You ist ein Lied von Janet Jackson aus dem Jahr 1986, das von ihr und dem Duo Jimmy Jam und Terry Lewis geschrieben wurde. Es erschien auf dem Album Control.

## Geschichte
When I Think of You handelt von einer Person, die in Form eines Lyrischen Ichs ihre Gedanken über ihren Liebhaber äußert. Die Veröffentlichung fand am 28. Juli 1986 statt.
1995 erschien ein Remix von David Morales, der auf der B-Seite von Janet Jacksons Runaway zu finden ist.

## Musikvideo
Die Regie des Musikvideos führte Julien Temple. Zu Beginn des Videoclips machen Leute Frühjahrsputz, dann wecken einige Polizisten ein paar Jungs, die in einem Ford Thunderbird schlafen, und vertreiben diese. Nach dem Tumult packt die Bewohner die „Tanzlaune“. Dann sieht man Janet Jackson auf einem Balkon, als sie sich den Tanzlustigen anschließt. Zwischen Backgroundtänzern läuft sie durch einen Teil des Viertels, passiert dabei eine Party sowie ein Restaurant und wird fotografiert. Im Rest des Videos durchläuft sie einen weiteren Teil des Viertels und tanzt eine Choreografie. Jacksons Neffen TJ und Taryll Jackson hatten im Clip auch einen Cameo-Auftritt.

## Rezeption

### Chartplatzierungen
| ChartsChartplatzierungen       | Höchstplatzierung | Wochen |
| ------------------------------ | ----------------- | ------ |
| Deutschland (GfK)              | 36 (9 Wo.)        | 9      |
| Vereinigte Staaten (Billboard) | 1 (19 Wo.)        | 19     |
| Vereinigtes Königreich (OCC)   | 10 (11 Wo.)       | 11     |

| ChartsJahrescharts (1986)      | Platzierung |
| ------------------------------ | ----------- |
| Vereinigte Staaten (Billboard) | 32          |

### Auszeichnungen für Musikverkäufe
| Land/Region               | Auszeichnungen für Musikverkäufe (Land/Region, Auszeichnung, Verkäufe) | Verkäufe  |
| ------------------------- | ---------------------------------------------------------------------- | --------- |
| Vereinigte Staaten (RIAA) | Platin                                                                 | 1.000.000 |
| Insgesamt                 | 1× Platin ·                                                            | 1.000.000 |

Hauptartikel: Janet Jackson/Auszeichnungen für Musikverkäufe

## Coverversionen
- 1986: Ed Starink
- 1995: Fischmob (4'55")
- 2003: Paula Abdul